# Pterophylla robertsi
Pterophylla robertsi är en insektsart som beskrevs av Morgan Hebard 1941. Pterophylla robertsi ingår i släktet Pterophylla och familjen vårtbitare. Inga underarter finns listade i Catalogue of Life.